# Сідней Сам
Сідней Сам (нім. Sidney Sam, нар. 31 січня 1988, Кіль, ФРН) — німецький футболіст, півзахисник «Шальке 04».

## Клубна кар'єра
Сідней Сам народився на півночі ФРН в великому портовому місті Кіль. Там він починав свої перші футбольні кроки в дитячій команді «TuS Mettenhof», потім ще був «FC Kilia Kiel» (відомий своїми успішними випускниками). Згодом, цього верткого й технічного хлопчака запросили до юнацької команди, відомого на всю округу клубу, «Holstein Kiel» — там й проходила футбольна академія Сіднея. З цією командою були пов'язані майже 3 роки успішного футбольного життя Сама, а в 16 років цього видного юнака було запрошено до команди«Гамбург».
У 2006 році він дебютував у складі дубля, а з наступного сезону став залучатись і до основної команди. У сезоні 2007/08 футболіст відіграв 4 матчі в основному складі команди. Дебют Сама в Бундеслізі відбувся 20 грудня 2007 року в матчі проти «Штутгарта», в якому гравець вийшов на поле, замінивши Давида Яроліма.
Не ставши основним гравцем, з 2008 по 2010 рік виступав у Другій Бундеслізі на правах оренди за «Кайзерслаутерн», за який Сам зіграв 59 матчів і забив 14 голів.
Влітку 2010 року Сідней підписав 5-річний контракт з «Баєром 04». 17 лютого 2011 року в матчі 1/16 фіналу Ліги Європи 2010/11 проти харківського «Металіста» відзначився дублем, забивши на 90-й і 92-й хвилинах.
8 січня 2014 року Сам підписав контракт з «Шальке 04», який набув чинності 1 липня 2014 року. Сума трансферу склала 2,5 мільйона євро. За сезон 2014/15 зіграв у Бундеслізі лише 11 матчів і 11 травня 2015 року разом із Кевіном-Прінсом Боатенгом був відсторонений від роботи з командою після поразки від «Кельна» (0:2). 22 липня, після розмови з головним тренером клубу Андре Брайтенрайтером, Сідней був повернутий до складу команди і приступив до тренувань, але в подальшому грав здебільшого за дубль.

## Збірна
Виступав за юнацькі збірні Німеччини. Брав участь у Юнацькому чемпіонаті Європи (U-19) 2007 року, на якому забив гол, а команда стала півфіналістом турніру.
У 2009–2010 роках провів 7 матчів і забив один гол за молодіжну збірну Німеччини.
У 2013 році провів 5 матчів за основну команду Німеччини.

## Статистика
| Клуб                | Сезон   | Ліга | Ліга | Кубок | Кубок | Кубок Ліги | Кубок Ліги | Єврокубки | Єврокубки | Разом | Разом |
| Клуб                | Сезон   | Ігри | Голи | Ігри  | Голи  | Ігри       | Голи       | Ігри      | Голи      | Ігри  | Голи  |
| ------------------- | ------- | ---- | ---- | ----- | ----- | ---------- | ---------- | --------- | --------- | ----- | ----- |
| «Гамбург»           | 2007/08 | 4    | 0    | —     | —     | —          | —          | 1         | 0         | 5     | 0     |
| Разом               |         | 4    | 0    | —     | —     | —          | —          | 1         | 0         | 5     | 0     |
| «Кайзерслаутерн»    | 2008/09 | 26   | 4    | —     | —     | —          | —          | —         | —         | 26    | 4     |
| «Кайзерслаутерн»    | 2009/10 | 33   | 10   | 2     | 1     | —          | —          | —         | —         | 35    | 11    |
| Разом               |         | 59   | 14   | 2     | 1     | —          | —          | —         | —         | 61    | 15    |
| «Баєр» (Леверкузен) | 2010/11 | 16   | 6    | 2     | 2     | —          | —          | 5         | 1         | 23    | 9     |
| Разом               |         | 16   | 6    | 2     | 2     | —          | —          | 5         | 1         | 23    | 9     |
| Всього за кар'єру   |         | 78   | 20   | 4     | 3     | —          | —          | 6         | 1         | 88    | 24    |